# Adhai-din-ka-Jhonpra-Moschee

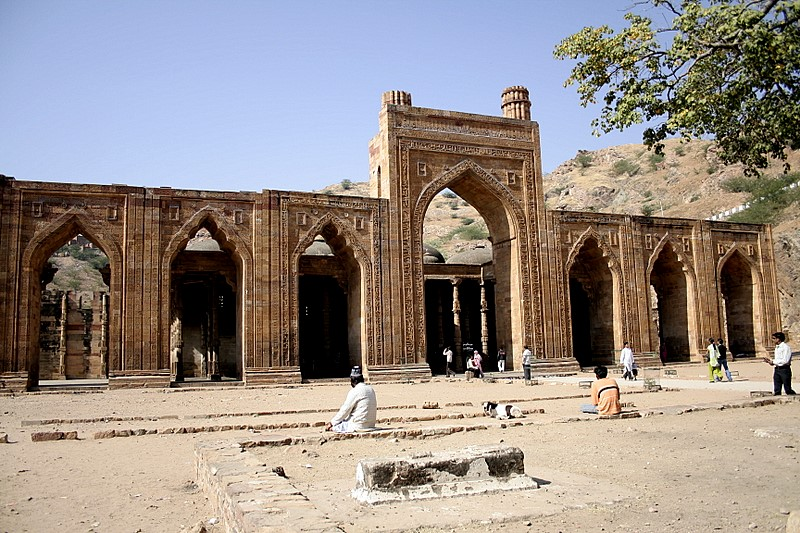
Adhai-din-ka-Jhonpra-Moschee – siebenbogige Portalfassade zum dahinter liegenden Gebetssaal mit seinen dreifach übereinander gestellten Säulen

Die Adhai-din-ka-Jhonpra-Moschee in Ajmer (Rajasthan) ist – neben der etwa gleichzeitig errichteten Quwwat-ul-Islam-Moschee im Qutb-Minar-Komplex von Delhi – die älteste Moschee im Norden des indischen Subkontinents.

## Lage
Die Moschee liegt im Südwesten der Stadt Ajmer am Fuß eines Hügels. Vom Stadtzentrum aus sind es etwa 2500 m zu Fuß oder per Rikscha; vom Bahnhof sind es nur etwa 1000 m.

## Geschichte
Nach der Eroberung Nordwestindiens durch den Ghuriden-General Qutb-ud-Din Aibak in den Jahren 1192/3 ließ dieser viele Hindu- und Jain-Tempel niederreißen. Einige der Säulen wurden als Spolien in den neuerbauten Moscheen von Delhi und Ajmer wiederverwendet. Die siebenbogige Portalschranke sowie das Eingangsportal stammen aus der Zeit Iltutmishs, des Schwiegersohns und Nachfolgers von Qutb-ud-Din Aibak; sie wurden um 1220/30 errichtet.

## Architektur

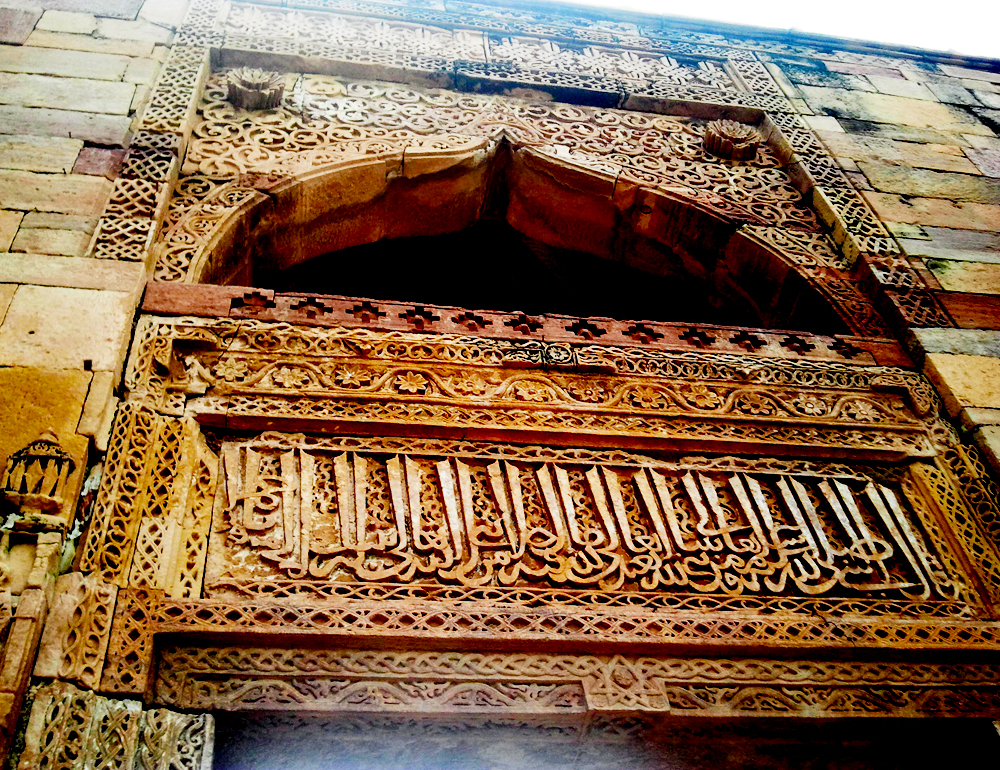
Eingangsportal mit mächtigem Sturzbalken

### Portal
Das um 1220/30 errichtete Eingangsportal ist durch einen mächtigen – aus mehreren Teilstücken zusammengesetzten – steinernen Sturz zweigeteilt; sein unterer Bereich ist mit einem großen Kalligraphiefeld geschmückt, das von mehreren unterschiedlich gestalteten Flechtbändern eingerahmt wird. Darüber findet sich ein wellenförmiges Motiv mit eingelegtem Rosettendekor. Den Abschluss des Sturzbalkens bildet ein Fries mit mehrfach abgestuften Kreuzmotiven. Der darüber befindliche Kielbogen des Portals ist in Kragsteintechnik, d. h. ohne stabilisierenden Schlussstein, ausgeführt und oben sowie zu beiden Seiten dekorativ umrandet; die Zwickel zu beiden Seiten enthalten abstrakt-vegetabilische Muster sowie zwei deutlich hervortretende Rosetten.

### Innenhof
Die Seitenlängen des quadratischen und von Arkaden (riwaqs) umgebenen Innenhofs (sahn) messen etwa 78 Meter. Die Hoffläche war ehemals mit Steinplatten bedeckt; einige Bäume spendeten den Gläubigen beim Gebet ein wenig Schatten. Die Mitte des Hofes wurde ehemals von einem großen quadratischen Brunnenbecken für die vom Koran (Sure 5,6) vor dem Gebet vorgeschriebene kleine Waschung (wuduʾ) eingenommen; hier befindet sich das in späterer Zeit hinzugefügte Kenotaph eines unbekannten muslimischen Würdenträgers (vielleicht ein Imam), der nicht auf dem Friedhof, sondern – als besondere Ehrerweisung – im Moscheehof beigesetzt werden durfte.

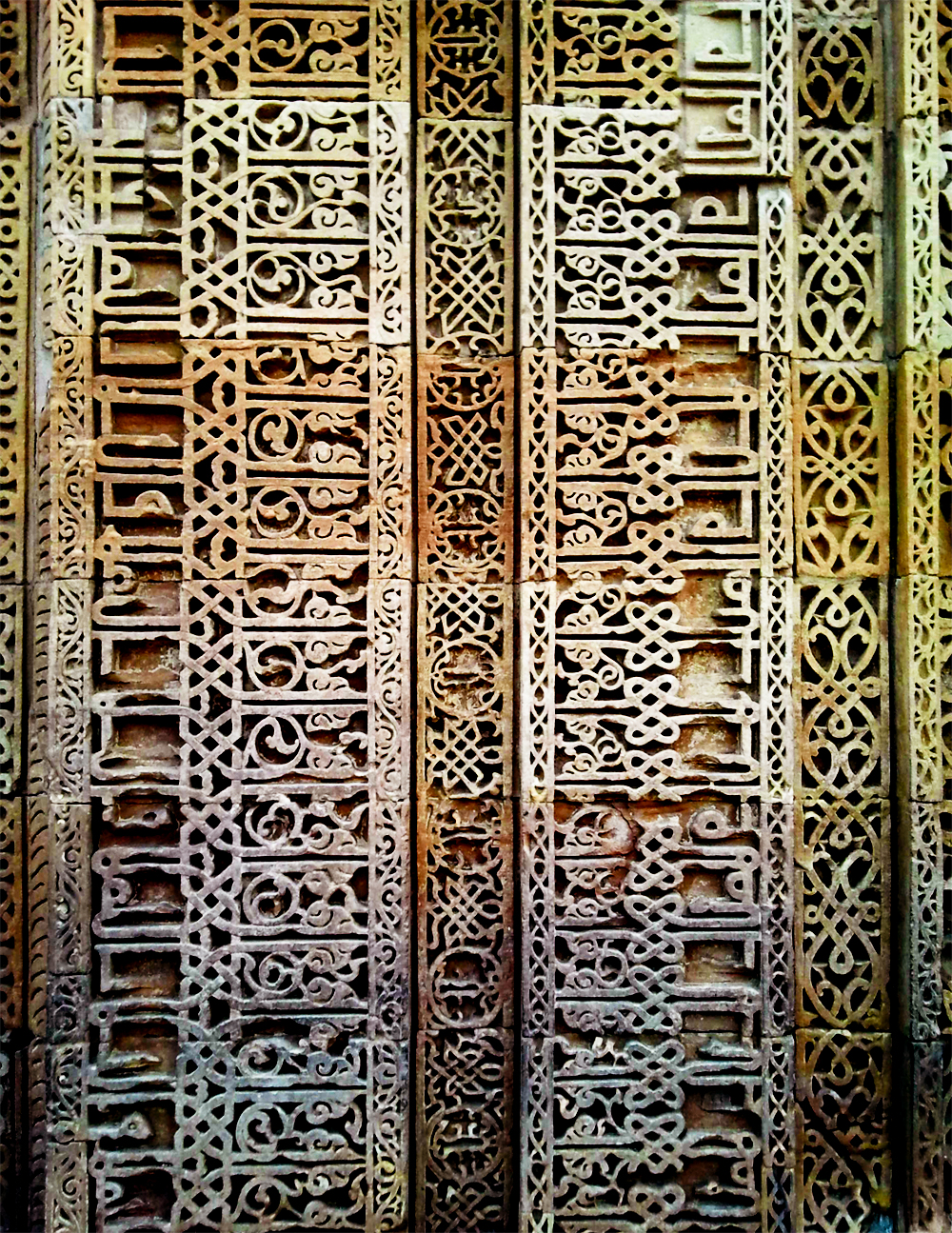
Flächendekor der Arkadenschranke mit Flechtbandornamenten und Kalligraphien

### Arkadenschranke
Am Augenfälligsten ist die siebenbogige und etwa 60 Meter breite Arkadenschranke vor der Gebetshalle. In ihr findet sich eine eindeutig islamische Formensprache – sowohl in der Gesamtkonzeption als auch in den ornamentalen und kalligraphischen Dekorelementen. Der etwa 18 Meter hohe Mittelbogen ist – in persischer Manier – gegenüber den seitlichen Bögen erhöht (Iwan-Motiv) und endet in einem Spitzbogen; als Aufsätze finden sich zwei Säulenstümpfe, die jedoch nicht als Minarette nutzbar waren. Die sechs seitlichen Bögen sind deutlich schmaler und schließen nach oben zum Teil mit Vielpassbögen ab. Alle Flächen sind in Horror vacui-Manier über und über mit abstrakt-vegetabilischen Ornamenten (darunter viele Flechtbandmotive) und Kalligraphien mit Koranzitaten überzogen.

### Gebetshalle
Der älteste Teil der Moschee ist die nach Westen, d. h. nach Mekka ausgerichtete Gebetshalle. Sie besteht aus vielen knapp zwei Meter hohen Hindu- oder Jain-Pfeilern, die – jeweils dreifach übereinandergesetzt – eine Gesamthöhe der Halle von etwa 6,90 Metern ergeben. Die Gebetshalle ist im Wesentlichen flachgedeckt; das Joch vor der Mihrab-Nische wird jedoch von einer Kragkuppel in Hindu-Manier überdeckt. Da alle Säulen der Gebetshalle weitgehend gleich gestaltet sind, besteht auch die Möglichkeit, dass zumindest einige von Hindu-Steinmetzen speziell für den Moscheeneubau angefertigt wurden.